# 麥科伊 (印地安納州)
麥科伊（英語：McCoy）是位於美國印地安納州第開特縣的一個非建制地區。該地的面積和人口皆未知。

## 地理
麥科伊的座標為39°19′23″N 85°24′52″W / 39.32306°N 85.41444°W，而該地的平均海拔高度為308米（即1010英尺）。